# Пјер Деноа
Пјер Флоран Деноа (фр. Pierre Florent Denoix; Париз, 26. октобар 1912 — Виљежиф, 1. септембар 1990) био је француски хирург и канцеролог који је доминирао француском и међународном онкологијом током неколико деценија.
Најпознатији је као творац ТНМ класификације, актуелног међународног система класификације рака који се користи више од 70 година.

## Биографија

### Детињство и образовање
Рођен је у 7. арондисману Париза у породици која је потицала из Ла Башлери (Дордоњ). Имао је брата, оца Ибера Деноа (1914—2017), који је био свештеник дијецезе Перигеа и мисионар у Чаду током 40 година, и млађу сестру Жанин Жусе (1920—2010). Отац му је Адолф Виктор Деноа (1884—1973) био администратор робне куће "Ле Пренташ" и пољопривредни произвођач у Ла Башлерију.
Деда му је Арно-Дит-Ели Деноа (1848—1917) био лекар и сенатор Дордоња од 1896. до 1917. године. Ујак му је Жорж Жан-Франсоа Деноа (1878—1975) био инспектор финансија и први директор Буџета од 1919. до 1925. године.
Пјер Деноа је похађао лицеје Анри IV и Луј ле Гран, а затим започео студије медицине које је морао да прекине два пута. Интерн париских болница од 1935, мобилисан је 1939—40. као лекар-поручник. Тек 1941. године могао је да одбрани тезу „Хируршко лечење тешких хематемеза" (Le traitement chirurgical des hématémèses graves). Интернатуру је завршио 1942. године. У 1944. години затворен је у Френу због учешћа в отпору, за шта је касније одликован ратним крстом.

### Каријера
Пјер Деноа је 1948. године стекао титулу хирурга париских болница. Од почетка каријере посветио се борби против рака, посебно у својој специјалности рака дојке.

#### Директор болнице Гистав Роси
Био је директор болнице Гистав Роси од 1956. до 1982. године, чију је главну зграду наручио 1964, а завршена је 1980. године. Зграду је пројектовао архитекта Пјер Лаборд. Умро је у истој болници коју је изградио.

#### Међународна каријера
Као директор болнице Гистав Роси, професор клиничке онкологије на медицинском факултету у Паризу, председник Међународне уније против рака од 1973. до 1978, директор одељења за рак Националног института за хигијену, председник комисије за рак и генерални директор здравства од 1974. до 1978, Пјер Деноа је доминирао француском и међународном онкологијом током неколико деценија.

#### ТНМ класификација
Творац је ТНМ класификације, актуелног међународног система класификације рака. Ова класификација, уведена пре више од 70 година, представља стандард у онкологији и континуирано се развија кроз различите верзије.

#### Научни рад
Деноа је био аутор и коаутор бројних научних радова, укључујући књигу "Mechanisms of Invasion in Cancer" (1967) коју је објавио Шпрингер-Ферлаг.

### После пензионисања
После пензионисања остао је ангажован у Перигор ноару у неколико удружења и за различите циљеве. У Сарла-ла-Канеди, сала Пјер-Деноа Културног центра Ле Коломбје у бившој болници носи његово име у његову част од 1991. године.

## Одликовања
- Легија части — командир (1976) — унапређен од стране Симон Веј[4]
  - унапређен у официра 30. децембра 1962
  - именован за витеза 30. децембра 1953
- Ратни крст 1939-1945[5]
- Ред јавног здравља — официр (1956)[7]

## Чланство
- Члан Националне академије хирургије[1]